# Sarcocheilichthys sinensis
Sarcocheilichthys sinensis е вид лъчеперка от семейство Шаранови (Cyprinidae). Видът не е застрашен от изчезване.

## Разпространение и местообитание
Разпространен е в Китай (Анхуей, Гуандун, Гуанси, Гуейджоу, Джъдзян, Дзилин, Дзянси, Дзянсу, Пекин, Съчуан, Хубей, Хунан, Хъйлундзян, Хънан и Чунцин), Русия и Северна Корея.
Обитава сладководни басейни и реки.

## Описание
На дължина достигат до 30 cm, а теглото им е максимум 300 g.